# Panfilo Tabassi
Panfilo Tabassi (Celano, 11 novembre 1803 – Celano, 20 ottobre 1896) è stato un patriota e politico italiano, deputato del Regno d'Italia nella VIII legislatura.

## Biografia
Nato a Celano nel 1803 come ultimo figlio del nobile Cristofaro, barone di Musellaro, e della nobile Angela Maria Mazara, compì gli studi presso il Real Collegio dell'Aquila. Si arruolò quindi nel 1820 come volontario nel reggimento dei "Cacciatori a Cavallo" della Legione italica, guidato dal generale Guglielmo Pepe col colonnello Ricciardi.
Accusato di cospirazione (1828) insieme ad altri suoi concittadini di Celano, fu arrestato e rinchiuso prima nel carcere dell'Aquila e, più tardi, trasferito a Napoli nel carcere di Santa Maria Apparente, dove fu più volte seviziato e torturato.
Incluso nella lista degli attendibili nel 1849, tornerà da Napoli nel 1860 quando l'11 ottobre scoppiò la reazione in Avezzano, capoluogo del distretto, per l'approssimarsi della brigata guidata dal barone de la Grange, artefice della Spedizione negli Abruzzi, che attraversando la Valle Roveto, doveva ricongiungersi nella città dell'Aquila con la colonna comandata dal generale borbonico Luigi Scotti, contemporaneamente fatto partire da Gaeta: il progetto di difesa fallì, poiché il generale d'armata piemontese Enrico Cialdini sconfisse completamente Scotti nei pressi di Isernia. Tabassi tentò di soffocare la reazione in Celano, opponendosi ai primi moti degli insorti che volevano occupare l'ingresso del corpo di Guardia Nazionale rimasto deserto, impedendone per qualche tempo che vi penetrassero e si impossessassero delle armi.
Nell'anno 1861 il governatore lo proclamò il 5 luglio a consigliere provinciale per la Marsica.
Il 20 marzo 1863 con 241 voti entrò a far parte dell'VIII legislatura del Regno d'Italia per il collegio di Pescina, a seguito della morte improvvisa del predecessore Enrico Berardi (1801-1862) e una votazione parziale annullata dalla Camera.
In seguito fu anche consigliere provinciale dell'Aquila e divenne sindaco di Celano. Morì nella sua città natale nel 1896.
Nel palazzo Tabassi di Celano il 17 marzo 2011 è stata posta una lapide commemorativa.